# Bitwa na Polskiej Kępie

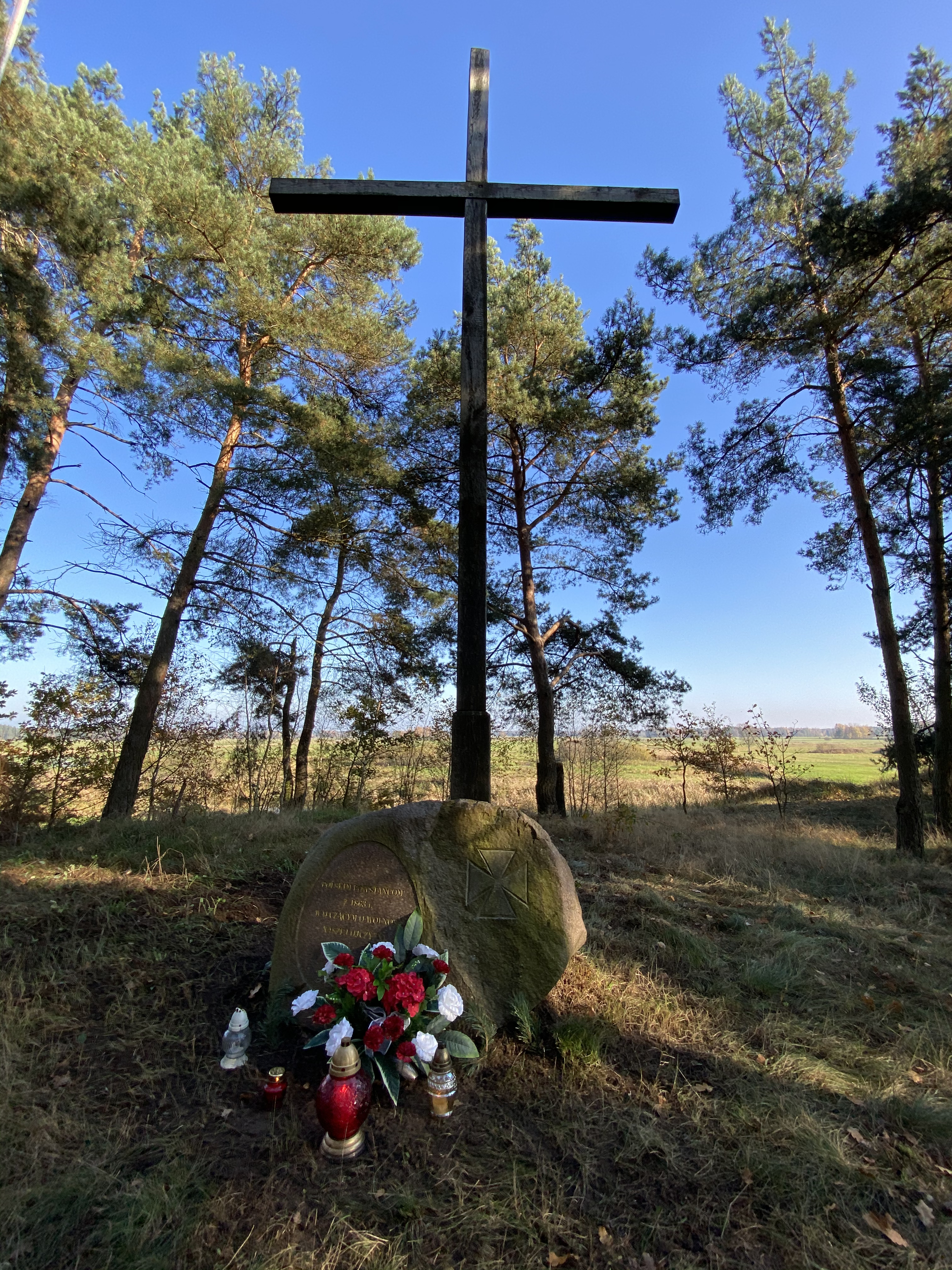
Krzyż i głaz upamiętniające wydarzenia na Polskiej Kępie

Bitwa na Polskiej Kępie – bitwa stoczona w dniach 26–29 czerwca 1863, w czasie powstania styczniowego, na wysepce (dziś wzniesieniu) położonej w widłach rzeki Orzyc, podczas której oddział powstańczy dowodzony przez kapitana Józefa Trąmpczyńskiego powstrzymał ofensywę wojsk rosyjskich. Miejsce znajduje się na terytorium administracyjnym wsi Drążdżewo Nowe (gmina Jednorożec, powiat przasnyski). Śladem po bitwie jest jedyna w Polsce zachowana powstańcza reduta znajdująca się na wzniesieniu po drugiej stronie rzeki Orzyc, na Płaskiej Górze.

## Przygotowania
Wyspa Polska Kępa, współcześnie wzgórze o powierzchni ponad 3 ha, stanowiła naturalną fortyfikację otoczoną przez rozlewisko Orzyca o długości do 5 km i szerokości około 1 km. Dostęp do wyspy był utrudniony ze względu na bagienne otoczenie znane nielicznym miejscowym. Józef Trąmpczyński wykorzystał to, lokalizując na wyspie powstańczą bazę, mając nadzieję na werbunek ochotników z miejscowej ludności.
Oddział powstańczy liczył 240 żołnierzy, w tym 103 strzelców i 93 kosynierów. Zgromadzono zapasy żywności i amunicji. W celu zabezpieczenia przed atakiem od strony zachodniej zbudowano szaniec ziemno-palisadowy, który miał przeciwdziałać przerwaniu grobli i odpływowi wody. Poza obrębem wyspy czuwał 40-osobowy oddział porucznika Bogusławskiego.

## Przebieg starcia
Wieczorem 26 czerwca 1863 wojska rosyjskie dowodzone przez pułkownika Goriełowa z Przasnysza i pułkownika Riedeczkina z Ostrołęki zbliżyły się do Polskiej Kępy. Oddział powstańczy odpowiedzialny za obronę został rozbity w pierwszym starciu. Następnego dnia odbyły się dwa zmasowane, ale nieskuteczne ataki Rosjan na wyspę. W niedzielę 28 czerwca Rosjanie ograniczyli się do całodziennego ostrzału.
Decydujący szturm na Polską Kępę rozpoczął się rankiem 29 czerwca. Rosyjscy żołnierze, brodząc po kolana w błocie, stanowili łatwy cel dla polskich strzelców. Pomimo strat poniesionych w walce powstańcy odparli atak i podjęli próbę zdobycia rosyjskich armat. Dodatkowe wsparcie zapewnił przybyły na miejsce oddział majora Jasińskiego. Głównodowodzący rosyjską akcją pułkownik Riedeczkin wydał rozkaz odwrotu. Pod osłoną nocy kapitan Trąmpczyński zorganizował ewakuację oddziału na lewą stronę Orzyca, wspierając się pomocą lokalnych rybaków. Przyczyną odwrotu była obawa przed kolejnym oblężeniem, gdyż z Płońska nadciągał oddział lotny pułkownika Wałujewa.

## Straty
Rosjanie stracili 38 żołnierzy, a 80 zostało rannych. Po stronie powstańców straty wyniosły 4 zabitych i 8 rannych. Mimo braku jednoznacznego strategicznego rozstrzygnięcia bitwy umiejętności wojenne dowódcy oraz determinacja jego podkomendnych zyskały szerokie uznanie.
Kapitan Józef Trąmpczyński został ciężko ranny w bitwie pod Szygami koło Różana 15 lipca 1863. Następnego dnia zmarł. 

## Badaniaarcheologiczne
Od czerwca do października 2013 poszukiwacze z Mazowieckiego Stowarzyszenia Historycznego Exploratorzy.pl prowadzili badania archeologiczne na Polskiej Kępie i w okolicy. Kuratelę sprawował archeolog Witold Migal.
Ustalono, że epicentrum walk była Polska Kępa. Na Płaskiej Górze, wzniesieniu po drugiej stronie Orzyca, odkryta została reduta powstańcza, której kształt rozpoznano dzięki LiDAR. To jedyny zachowany szaniec z tego okresu w Polsce. Ustalono kierunki natarcia, intensywność ostrzału z broni palnej i artyleryjskiej oraz rodzaje broni używanej przez obie walczące strony. Na zachodniej stronie wzniesienia odnaleziono znaczną liczbę kartaczy i amunicji karabinowej.
Podczas badań odkryto też starsze artefakty (głownia sztyletu z brązu datowana na wczesną epokę brązu).

## Upamiętnienie
W okresie międzywojennym na Polskiej Kępę organizowano manifestacje patriotyczno-religijne, podczas których miejscowa ludność oddawała hołd powstańcom. Wystawiono drewniany krzyż. W 1966 pojawiła się tu lastrykowa płyta pamiątkowa. Zamieniono ją na drewniany krzyż, głaz z pamiątkowym napisem oraz tablicę informacyjną. Prace w latach 2010–2011 prowadziło Stowarzyszenie „Przyjaciele Ziemi Jednorożeckiej”.
Od 2010 na Polskiej Kępie organizowane są biwaki i pikniki patriotyczne. Organizatorem pierwotnie było Towarzystwo Przyjaciół Ziemi Krasnosielckiej, następnie Stowarzyszenie „Przyjaciele Ziemi Jednorożeckiej”, a współcześnie Kółko Rolnicze „Posilenie” z Drążdżewa Nowego.